# Syndrome d'Aicardi
 Mise en garde médicale
Le syndrome d'Aicardi est une maladie génétique dominante liée à l'X caractérisée par l'association d'une épilepsie sévère, d'une agénésie du corps calleux et des anomalies oculaires touchant la choriorétine. À l'examen neurologique, on trouve une microcéphalie, une hypotonie axiale avec hypertonie des extrémités. Le retard au développement et un retard intellectuel sont constants. L'épilepsie survient souvent avant trois mois et presque toujours avant un an. L'épilepsie est de tout type ; les crises deviennent réfractaires aux traitements médicamenteux avec le temps. Les anomalies vertébrales sont fréquentes et responsables de scoliose dans un tiers des individus.
Cette association entraîne un polyhandicap grave. Certains enfants marchent ; le langage est rarement présent, mais cela n'exclut pas toute forme de communication.
Les autres anomalies comprennent des anomalies faciales caractéristiques, des troubles gastro-intestinaux, des petites mains, des malformations vasculaires et des lésions de la peau. une augmentation des tumeurs, des lésions pigmentaires de la peau, un ralentissement de la croissance vers l'âge de 7 ans et  des troubles de la puberté.
Le syndrome d'Aicardi peut être décelé dès les premiers mois de la vie (épilepsie, troubles moteurs). La survie est très variable, avec un âge moyen de décès de 8 ans et un âge médian vers 18 ans. Le syndrome d'Aicardi a été identifié en 1965 par le professeur Jean Aicardi.

## Critères de diagnostic
| Signes classiques         | Signes importants                                              | Signes possibles                            |
| ------------------------- | -------------------------------------------------------------- | ------------------------------------------- |
| Agénésie du corps calleux | Anomalie du cortex surtout polymicrogyrie                      | Anomalies des vertèbres et des côtes        |
| Lacunes choriorétiniennes | Hétérotopie périventriculaire et sous corticale                | Microphtalmie                               |
| Épilepsie                 | Kyste du plexus choroïdes et/ou autour du troisième ventricule | "Split-brain" à l'E.E.G                     |
|                           | Hypoplasie du nerf optique                                     | élément                                     |
|                           |                                                                | Asymétrie évidente d'un hémisphère cérébral |
|                           |                                                                | Malformations vasculaires                   |